# Just a Stranger
Pour plus de détails, voir Fiche technique et Distribution.
Just a Stranger est un drame romantique philippin réalisé par Jason Paul Laxamana, sorti en 2019.

## Synopsis
Mariée à un homme fortuné plus âgé qu'elle, Mae est très indépendante et voyage presque dans tous les pays comme au Portugal où elle se trouve actuellement. Elle tombe à tout hasard sur un bel homme. Il a quinze de moins qu’elle et se montre très attirant…

## Fiche technique
Sauf indication contraire, les informations mentionnées dans cette section peuvent être confirmées par la base de données cinématographiques IMDb,  présente dans la section « Liens externes ».
- Titre original : Just a Stranger
- Réalisation et scénario : Jason Paul Laxamana[1]
- Société de production : Viva Films
- Pays de production :  Philippines
- Langue originale : philippin
- Format : couleur
- Genre : drame romantique
- Durée : 110 minutes[2]
- Date de sortie :
  - Philippines : 21 août 2019

## Distribution
- Anne Curtis : Mae[1]
- Marco Gumabao : Jericho[3]

## Production
Le 10 janvier 2019, l'actrice Anne Curtis annonce elle-même sur Instagram qu’elle participe au film écrit et réalisé par Jason Paul Laxamana. Le 22 janvier, elle y ajoute également son collaborateur l’acteur Marco Gumabao avec qui elle avait déjà partagé l’affiche du dernier film Aurora d’Yam Laranas (2018).
Le tournage a lieu à Lisbonne au Portugal,.